# Mathías Tomás
Mathías Adrián Tomás Borges (30 gennaio 2001) è un calciatore uruguaiano, centrocampista del Thun.

## Carriera
Cresciuto nel settore giovanile della Juventud, ha debuttato in prima squadra il 18 agosto 2020 nell'incontro di Segunda División perso 2-1 contro il Sud América, mentre il primo gol è arrivato il 2 ottobre dello stesso anno contro il Rampla Juniors. Rimasto svincolato nel gennaio del 2021, il nel mese di aprile ha firmato un contratto con il Rampla Juniors con cui ha esordito in prima divisione.
Il 4 settembre, dopo un'unica presenza in partite ufficiali con la maglia del Boston River, è stato acquistato dall'Īraklīs, club della seconda divisione greca, con cui ha trascorso due stagioni da protagonista in questa categoria, in cui ha segnato 16 gol e fornito 18 assist in 57 incontri. Nell'estate del 2023 è stato acquistato dal Panserraïkos, club della prima divisione ellenica, dove in una stagione e mezzo ha realizzato una rete in 47 partite di campionato giocate.
Il 20 febbraio 2025 si è trasferito al Thun con cui ha vinto la seconda divisione svizzera; è stato poi riconfermato in rosa per la stagione 2025-2026, disputata in prima divisione.

## Statistiche

### Presenze e reti nei club
Statistiche aggiornate al 28 luglio 2025.
| Stagione            | Squadra             | Campionato          | Campionato | Campionato | Coppe nazionali | Coppe nazionali | Coppe nazionali | Coppe continentali | Coppe continentali | Coppe continentali | Altre coppe | Altre coppe | Altre coppe | Totale | Totale | Totale |
| Stagione            | Squadra             | Comp                | Pres       | Reti       | Comp            | Pres            | Reti            | Comp               | Pres               | Reti               | Comp        | Pres        | Reti        | Pres   | Reti   |        |
| ------------------- | ------------------- | ------------------- | ---------- | ---------- | --------------- | --------------- | --------------- | ------------------ | ------------------ | ------------------ | ----------- | ----------- | ----------- | ------ | ------ | ------ |
| 2020                | Juventud            | SD                  | 17         | 2          | -               | -               | -               | -                  | -                  | -                  | -           | -           | -           | 17     | 2      |        |
| 2021                | Boston River        | PD                  | 1          | 0          | CA+CdL          | 0               | 0               | -                  | -                  | -                  | -           | -           | -           | 1      | 0      |        |
| 2021-2022           | Īraklīs             | SL2                 | 31         | 10         | CG              | 2               | 0               | -                  | -                  | -                  | -           | -           | -           | 33     | 10     |        |
| 2022-2023           | Īraklīs             | SL2                 | 26         | 6          | CG              | 1               | 0               | -                  | -                  | -                  | -           | -           | -           | 27     | 6      |        |
| Totale Īraklīs      | Totale Īraklīs      | Totale Īraklīs      | 57         | 16         |                 | 3               | 0               |                    | -                  | -                  |             | -           | -           | 60     | 16     |        |
| 2023-2024           | Panserraïkos        | SL                  | 29         | 1          | CG              | 4               | 1               | -                  | -                  | -                  | -           | -           | -           | 33     | 2      |        |
| 2024-2025           | Panserraïkos        | SL                  | 18         | 0          | CG              | 3               | 0               | -                  | -                  | -                  | -           | -           | -           | 21     | 0      |        |
| Totale Panserraīkos | Totale Panserraīkos | Totale Panserraīkos | 47         | 1          |                 | 7               | 1               |                    | -                  | -                  |             | -           | -           | 54     | 2      |        |
| 2024-2025           | Thun                | ChL                 | 3          | 0          | CS              | 0               | 0               | -                  | -                  | -                  | -           | -           | -           | 3      | 0      |        |
| 2025-2026           | Thun                | SL                  | 0          | 0          | CS              | 0               | 0               | -                  | -                  | -                  | -           | -           | -           | 0      | 0      |        |
| Totale carriera     | Totale carriera     | Totale carriera     | 125        | 19         |                 | 10              | 1               |                    | -                  | -                  |             | -           | -           | 135    | 20     |        |

## Palmarès

### Club

#### Competizioni nazionali
- Challenge League: 1

Thun: 2024-2025